# 페이지 교체 알고리즘
페이지 교체 알고리즘(page replacement algorithm)은 페이징 기법으로 메모리를 관리하는 운영체제에서, 페이지 부재가 발생 하여 새로운 페이지를 할당하기 위해 현재 할당된 페이지 중 어느 것과 교체할지를 결정하는 방법이다. 이 알고리즘이 사용되는 시기는 페이지 부재가 발생해 새로운 페이지를 적재 해야하나 페이지를 적재할 공간이 없어 이미 적재되어 있는 페이지 중 교체할 페이지를 정할 때 사용된다. 빈 페이지가 없는 상황에서 메모리에 적재된 페이지와 적재할 페이지를 교체함으로 페이지 부재 문제를 해결할 수 있다.
페이지 교체 알고리즘은 온라인 알고리즘의 일종이다.
단점으로는 TimeStamping에 의한 overhead가 존재한다는 점이다.

## 같이 보기
- 캐시 알고리즘
- LRU 알고리즘
- NUR 알고리즘